# Пётр (Л’Юилье)
Архиепи́скоп Пе́тр (англ. Archbishop Peter, в миру Поль Л’Юилье, фр. Paul L'Huillier; 3 декабря 1926, Париж, Франция — 19 ноября 2007, Бронксвилл, штат Нью-Йорк, США) — епископ Православной церкви в Америке, а ранее Русской православной церкви; церковный учёный-канонист. Первый француз в новейшей истории, ставший православным епископом. Архиепископ Петр написал более пятидесяти статьей, посвящённых разным вопросам канонического права. Работы он публиковал на русском, французском, английском и греческом языках в таких изданиях, как «Вестник Русского западно-европейского патриаршего экзархата», «Greek Orthodox Theological Review», «St. Vladimir’s Theological Quarterly» и других журналах.
Тезоименитство — 29 июня (апостола Петра).

## Биография
Родился 3 декабря 1926 года в Париже в семье врача. В раннем возрасте он начал интересоваться Восточным христианством и бывал на православных богослужениях.
Получив среднее образование, он поступил в Православный Богословский институт святого Дионисия, ректором которого был в то время В. Н. Лосский. Одновременно с занятиями в институте святого Дионисия он поступил на религиоведческое отделение «Школы высших наук» при Сорбонне.
В 1945 году он принял Православие. В 1949 году окончил Богословский институт святого Дионисия и в 1949—1950 годах состоял лектором при нём.
В 1953 году принят преподавателем и секретарём вновь организованных в этом году в Западноевропейском Экзархате Московского Патриархата богословско-пастырских курсов в Вильмуассоне, где продолжал свою деятельность до 1962 года.

### Священник
30 августа 1954 года архиепископом Берлинским и Германским Борисом (Виком) пострижен в монашество с именем Петр в часть апостола Петра. 4 сентября того же года рукоположен во иеродиакона, а 5 сентября в русском православном соборе в Берлине — во иеромонаха и назначен на пастырское служение к церкви Трёх святителей в Париже, а через два года к домовой церкви, открытой тогда в Кламаре, ближайшем пригороде Парижа.
В 1960 году в праздник Святой Троицы в Москве Патриархом Алексием I был возведён в сан архимандрита.
С 1961 года был настоятелем церкви в честь иконы Божией Матери Всех скорбящих Радосте в Париже, где богослужения совершались на французском и церковно-славянском языках. Здесь архимандрит Пётр продолжал дело, начатое его предшественником протоиереем Михаилом Бельским по переводу православного восточного богослужения на французский язык. Во время его пастырского служения число прихожан значительно увеличилось. Его приход, расположенный в университетском районе, сделался центром православного богослужения на французском языке, куда приходят молиться православные, и, в частности, профессора и студенты различных национальностей.
В 1961—1962 годах совершил паломническое путешествие на Афон. Помимо пастырской деятельности вёл большую научно-богословскую работу, в основном в области церковной истории и канонического права. Опубликовал ряд статей в «Вестнике Русского Западноевропейского Патриаршего Экзархата». В 1962 году советом Московской духовной академии ему присвоена учёная степень кандидата богословия за совокупность богословских трудов. Принимал участие в большей части патристических съездов тех лет в Оксфорде, выступая на них с докладами, а также в XIII и XV международных конгрессах византинистов.
Осенью 1966 года был приглашён на торжества, организованные совместно Фессалоникийской митрополией и Университетом Аристотеля в Салониках в память святых просветителей славян Кирилла и Мефодия.
С 1966 по 1978 год был профессором в Парижском Католическом Университете. В эти годы он принимал активное участие в многочисленных богословских встречах и конференциях.
В мае 1968 года был приглашён в Москву на юбилейные торжества 50-летия восстановления патриаршества в Русской Православной Церкви, а в июле того же года по решению Патриарха Алексия и Священного Синода был назначен членом делегации Русской Православной Церкви на IV Генеральную Ассамблею Всемирного Совета Церквей в Уппсале.

### Епископ Корсунский
30 июля 1968 года решением Священного синода ему определено быть епископом Корсунским, правящим архиереем всех приходов, верных Московскому патриаршему престолу, во Франции.
12 сентября 1968 года в Троицком соборе Александро-Невской лавры в Ленинграде был хиротонисан во епископа Корсунского. Хиротонию совершали: митрополит Ленинградский и Новгородский Никодим (Ротов), митрополит Киевский и Галицкий Филарет (Денисенко), митрополит Сурожский Антоний (Блум), архиепископ Курский и Белгородский Серафим (Никитин), архиепископ Киприан (Зёрнов), епископ Архангельский и Холмогорский Никон (Фомичёв), епископ Дмитровский Филарет (Вахромеев), епископ Зарайский Ювеналий (Поярков), епископ Астраханский и Енотаевский Михаил (Мудьюгин).
С 8 по 11 мая 1969 года как представитель Русской православной церкви участвовал в торжествах по случаю 1100-летия со дня блаженной кончины святого Кирилла, проходивших в Софии (Болгария).
30 мая по 2 июня 1971 года был участником Поместного собора Русской православной церкви, где выступал за «принципиальное осуждение карловацкого раскола», «но одно дело нравственное осуждение и порицание, а другое — каноническое осуждение. В этом каноническом процессе должны быть строго соблюдены все канонические требования: троекратного вызова и т. д». формулировка осуждения, по его мнению, должна быть тщательно обдумана, дабы не создалось затруднений для желающих вернуться в Церковь, а поэтому важно определить способ принятия возвращающихся из раскола.
12 июня 1979 года возведён в сан архиепископа.

### Служение в США
16 ноября 1979 года, согласно прошению, перешёл в юрисдикцию автокефальной Православной церкви в Америке и был назначен митрополичьим викарием с титулом епископ Бруклинский.
Архиепископ Петр при переходе лишался достоинства архиепископа и вновь становился епископом в соответствии с тогдашней практикой Православной церкви в Америке, чей глава митрополит Феодосий (Лазор) считался единственным носителем титула архиепископ в Церкви и предполагал сделать этот титул принадлежностью предстоятеля, наподобие практики Элладской православной церкви.
С 1979 года он состоял также адъюнкт-профессором канонического права во Свято-Владимирской духовной семинарии в Крествуде.
В 1981 году Архиерейский синод Православной церкви в Америке выделил из состава Нью-Йоркской митрополичьей епархии Вашингтонскую, которая с этого времени стала кафедрой предстоятеля, в то время как правящим архиереем новой епархии Нью-Йорка и Нью-Джерси был назначен епископ Петр.
Благодаря знанию четырёх языков, широким связям в академических кругах, глубокому знанию канонического строя и местных традиций Православной церкви архиепископ Петр являлся авторитетным иерархом, с успехом представляя православие и Православную церковь в Америке на многих формах. Он являлся советником по каноническому праву для Постоянной конференции канонических православных епископов в Америке (SCOBA) и деятельно поддерживал объединение православных юрисдикций в Северной Америке.
В 1985 году защитил в Московской духовной академии труд «Дисциплинарные труды первых четырёх Вселенских Соборов», за который Совет академии удостоил его учёной степени доктора богословия. Однако по мнению современного исследователя Альберта Бондача, «диссертация уже на момент её защиты представляла собой, по большому счёту, обобщение источниковедческих и историко-правовых исследований других учёных, не вносящее чего-либо существенно нового в церковную науку». В 2005 году диссертация была издана издательством Сретенского монастыря под названием «Правила первых четырёх Вселенских Соборов».
В 1990 году решением Архиерейского синода возведён в сан архиепископа.
В октябре 2004 года выразил желание уйти на покой. В марте 2005 года Архиерейский синод Православной церкви в Америке принял его прошение об уходе на покой, и архиепископ Петр отошёл от дел 30 апреля 2005 года. В тот же день Архиерейский синод решил вновь объединить Нью-Йоркскую и Вашингтонскую кафедры в единую Вашингтонскую и Нью-Йоркскую митрополичью кафедру.
31 октября 2007 года Православная церковь в Америке обратилась к верующим с просьбой помолиться об архиепископе Петре, госпитализированном в критическом состоянии в Лоренс Хоспитал в Бронксвилле, штат Нью-Йорк.
Скончался 19 ноября 2007 года после продолжительной болезни.

## Статьи
- Le schisme de 1054 // Вестник Русского Западно-Европейского Патриаршего Экзархата. 1954. — № 19. — С. 144—164
- La conception orthodoxe du dogme // Вестник Русского Западно-Европейского Патриаршего Экзархата. 1954. — № 20. — С. 238—245.
- Le saint patriarche Photius et l’unité chrétienne // Вестник Русского Западно-Европейского Патриаршего Экзархата. 1955. — № 22. — С. 92-110.
- Origine et developpement du monachisme athoniste // Вестник Русского Западно-Европейского Патриаршего Экзархата. 1955. — № 21. — С. 33-44.
- Le Problème de la Papauté au Concile de Florence // Вестник Русского Западно-Европейского Патриаршего Экзархата. 1957. — № 25. — С. 7-20.
- «Tu es Petrus». Essai d’interpretation du chapitre XVI de l’Evangile selon s. Matthieu («Ты еси Петр». Опыт истолкования XVI главы Евангелия от Матфея) // Вестник русского западноевропейского патриаршего экзархата. 1957. — № 28. — С. 197—212
- Церковная иерархия и власть учительства // Журнал Московской Патриархии. 1959. — № 5. — С. 60-66
- Hierarchie ecclesiastique et magistere // Вестник Русского Западно-Европейского Патриаршего Экзархата. 1959. — № 29.
- Sacerdoce royal et sacerdoce ministeriel // Вестник Русского Западно-Европейского Патриаршего Экзархата. 1960. — № 33-34.
- Святость Церкви // Вестник Русского Западно-Европейского Патриаршего Экзархата. 1960. — № 35. — С. 33-43.
- рецензия на: M.-J. Le Guillou, o.p. : Mission et unite, Les exigences de la communion (2 vol.). Paris 1960 // Вестник Русского Западно-Европейского Патриаршего Экзархата. 1960. — № 36. — С. 60-61.
- Пребывание в СССР группы священнослужителей Экзархата Московской Патриархии в Западной Европе // Журнал Московской Патриархии. 1960. — № 8. — С. 20-23.
- По поводу недавней статьи «Препятствия к соединению христиан» // Журнал Московской Патриархии. 1961. — № 4. — С. 47-50.
- Les conditions canoniques d’accès au sacerdoce // Вестник Русского Западно-Европейского Патриаршего Экзархата. 1961. — № 38-39. — С. 88-104.
- рецензия на: Pan. I. Panagiotakos. (на греч. яз.). Athenes, 1962 // Вестник Русского Западно-Европейского Патриаршего Экзархата. 1961. — № 38-39. — С. 167.
- рецензия на: [Антон Ем. Н. Тахиаос. Влияние исихазма на церковную политику в России. Фессалоники, 1962 (на греч. яз.)] // Вестник Русского Западно-Европейского Патриаршего Экзархата. 1961. — № 40. — С. 251—252.
- La pluralité des consécrations dans les Chirotonies Episcopales // Вестник Русского Западно-Европейского Патриаршего Экзархата. 1963. — № 42-43. — С. 97-111.
- Les sources canoniques de saint Basile // Вестник Русского Западно-Европейского Патриаршего Экзархата. 1963. — № 44. — С. 210—217.
- Esprit du Droit Canonique Orthodoxe // Вестник Русского Западно-Европейского Патриаршего Экзархата. 1964. — № 46-47. — С. 108—119.
- рецензия на: Alexander A.Bogolepov. Toward an American Orthodox Church. New-York, 1963 [Александр А.Боголепов. Развитие Американской Православной Церкви. Нью-Йорк, 1963] // Вестник Русского Западно-Европейского Патриаршего Экзархата. 1964. — № 48. — С. 262—265.
- Sacerdoce et mariage dans national vieux-catholique // Вестник Русского Западно-Европейского Патриаршего Экзархата. 1965. — № 52. — С. 210—222.
- рецензия на: C.D. Mouratidis. L’Eglise et l’Etat // Вестник Русского Западно-Европейского Патриаршего Экзархата. 1966. — № 53. — С. 63-64.
- рецензия на: A.P. Christophilopoulos. Droit ecclésiastique grec // Вестник Русского Западно-Европейского Патриаршего Экзархата. 1966. — № 53. — С. 64.
- Les translations épiscopales // Вестник Русского Западно-Европейского Патриаршего Экзархата. 1967. — № 57. — С. 24-38.
- Expose introductif a une confrontation sur les problémes canoniques de la diaspora // Вестник Русского Западно-Европейского Патриаршего Экзархата. 1968. — № 61. — С. 7-9.
- Allocution lors de sa préconisation comme éveque de Chersonèse [Речь при наречении во епископа Корсунского] // Вестник Русского Западно-Европейского Патриаршего Экзархата. 1968. — № 64. — С. 175—177.
- Вселенские Соборы в жизни Церкви // Вестник Русского Западно-Европейского Патриаршего Экзархата. 1967. — № 60. — С. 234—251.
- Замечания о Символе веры // Журнал Московской Патриархии. 1969. — № 1. — С. 75-79.
- Замечания о Символе веры // Журнал Московской Патриархии. 1969. — № 2. — С. 64-69.
- Замечания о Символе веры // Журнал Московской Патриархии. 1969. — № 3. — С. 65-71.
- Le divorce selon la théologie et le droit canonique de 1’Eglise orthodoxe [Развод согласно богословию и каноническому праву православной Церкви] // Вестник Русского Западно-Европейского Патриаршего Экзархата. 1969. — № 65. — С. 25-36.
- Message de Noël au clérfgé et aux fidé les de l’Iglise Patriarchale Russe en France [Рождественское послание духовенству и мирянам Русской Православной Церкви во Франции] // Вестник Русского Западно-Европейского Патриаршего Экзархата. 1969. — № 68. — С. 202
- Le divorce selon la théologie et le droit canonique de l’Eglise orthodoxe [Развод согласно богословию и каноническому праву православной Церкви] // Вестник Русского Западно-Европейского Патриаршего Экзархата. 1969. — № 65. — С. 25-36.
- Проповедь в день святого равноапостольного Кирилла, учителя Словенского // Журнал Московской Патриархии. 1969. — № 5. — С. 35-36.
- Религиозное и культурное значение дела святых Кирилла и Мефодия // Журнал Московской Патриархии. 1970. — № 3. — С. 44-46.
- Communiqué [Коммюнике (относительно решения Свящ. Синода РПЦ о допущении к Св. Таинствам старообрядцев и католиков)] // Вестник Русского Западно-Европейского Патриаршего Экзархата. 1970. — № 69. — С. 3.
- Le célibat ecclésiastique [Целибат священников] // Вестник Русского Западно-Европейского Патриаршего Экзархата. 1970. — № 69. — С. 27-37.
- Икономия и сакраментальное богословие // Вестник Русского Западно-Европейского Патриаршего Экзархата. 1970. — № 72. — С. 261—265.
- Рецензия на: Henri Crouzel. L’Eglise primitive face au divorce. Coll. «Théologie historique», p. 13. Paris, 1971. 410 p. [Рец. на книгу А. Крузеля «Отношение древней церкви к разводу»] // Вестник Русского Западно-Европейского Патриаршего Экзархата. 1971. — № 75-76. — С. 190—191
- Problèmes primatiaux au temps du Concile de Chalcédoine [Проблемы первенства в период Халкидонского Собора] // Вестник Русского Западно-Европейского Патриаршего Экзархата. 1972. — № 77. — С. 35-62
- La législation du Concile de Sardique sur le droit l’appel dans la tradition canonique byzantine [Законодательство Сардикского Собора о праве обращения в суд в византийской канонической традиции] // Вестник Русского Западно-Европейского Патриаршего Экзархата. 1972. — № 80. — С. 201—230.
- Les décisions du Concile de Nicée sur la celébration commune de Paques et leur signification actuelle [Постановления Никейского Собора о совместном праздновании Пасхи и их значение в настоящее время] // Вестник Русского Западно-Европейского Патриаршего Экзархата. 1976. — № 93-96. — С. 67-79.
- Origines et développement de 1’ancienne collection canonique grécque [Происхождение и развитие древнего греческого канонического свода] // Вестник Русского Западно-Европейского Патриаршего Экзархата. 1976. — № 93-96. — С. 53-65.
- Проблемы, связанные с автокефалией // Вестник Русского Западно-Европейского Патриаршего Экзархата. 1978. — № 97-100. — С. 71-97
- Le décret du Con-cile de Chalcédoine sur les prérogatives du Siége de la Très Sainte Eglise de Constantinople, [Постановления Халкидонского Собора о прерогативах Престола Святой Константинопольской Церкви] // Вестник Русского Западно-Европейского Патриаршего Экзархата. 1979. — № 101—104. — С. 33-69.
- Постановления Никейского собора о совместном праздновании Пасхи и их значение в настоящее время // Вестник Русского Западно-Европейского Патриаршего Экзархата. 1983. — № 113. — С. 251—264.
- Liturgical Matters: The Lukan Jump // Jacob’s Well, Newspaper of the Diocese of New York and New Jersey. Orthodox Church in America. Fall 1992
- The Conference in Rome and Constantinople // Jacob’s Well, Newspaper of the Diocese of New York and New Jersey Orthodox Church in America. Winter 1996
- Some Remarks about Biblical and Liturgical Translations // Jacob’s Well, Newspaper of the Diocese of New York and New Jersey. Orthodox Church in America. Fall 1996
- Reflecting on the Future of Orthodoxy in America // Jacob’s Well, Newspaper of the Diocese of New York and New Jersey. Orthodox Church in America. Winter 1997
- Ecumenism Revisited // Jacob’s Well, Newspaper of the Diocese of New York and New Jersey. Orthodox Church in America. Spring/Summer 1998
- Religion, Society, and State // Jacob’s Well, Newspaper of the Diocese of New York and New Jersey. Orthodox Church in America. Fall/Winter 1998—1999
- The Canonical Situation in America // Jacob’s Well, Newspaper of the Diocese of New York and New Jersey, Orthodox Church in America, Fall/Winter 1999—2000.
- Reflections on the Canonization of St. Raphael // Jacob’s Well. Newspaper of the Diocese of New York and New Jersey. Orthodox Church in America. Spring/Summer 2000